# Lepidopilidium pallidifolium
Lepidopilidium pallidifolium là một loài rêu trong họ Pilotrichaceae. Loài này được (Mitt.) Vaz-Imbassahy & D. Costa mô tả khoa học đầu tiên năm 2009.